# Манхэттен-Валли
Манхэ́ттен-Ва́лли (англ. Manhattan Valley) — квартал в Верхнем Вест-Сайде в боро Манхэттен, Нью-Йорк.
Манхэттен-Валли ограничивается 100-й и 110-й улицами, Центральным парком на востоке и Амстердам-авеню на западе. На севере Манхэттен-Валли граничит с кварталом Морнингсайд-Хайтс. Квартал находится под юрисдикцией 7-го общественного совета Манхэттена.

## История
В середине XIX века территория Манхэттен-Валли была частью области Манхэттена, называемой Блумингдейл по некогда расположенной на ней ферме. В 1850—1880-х годах район испытывал приток ирландцев, живших до этого восточнее, на месте возводимого в Центрального парка.

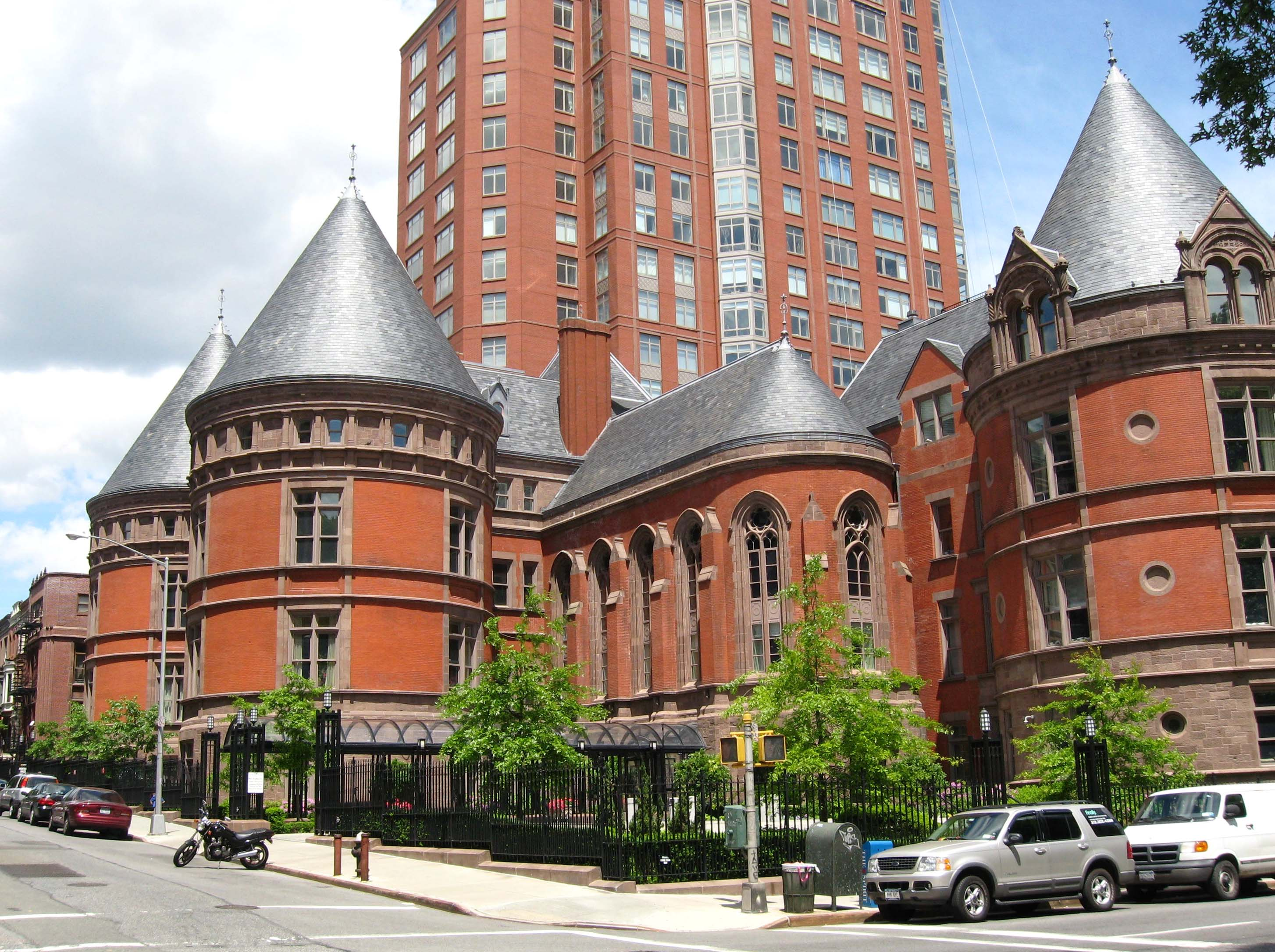
Нью-Йоркская онкологическая больница

В 1878 году вдоль Девятой авеню была открыта эстакадная железная дорога. В те же годы в квартале стали строиться больницы и дома престарелых. Одним из них стала построенная в 1884—1890 годах на средства филантропа Джона Астора Нью-Йоркская онкологическая больница. Она стала первой больницей в стране, специализирующейся на одном заболевании.
В 1900-х годах под Манхэттен-Вэлли были проложены линии Нью-Йоркского метрополитена, а в начале 1930-х годов на севере острова был возведён мост Джорджа Вашингтона, что значительно улучшило транспортную инфраструктуру квартала. На месте блумингдейлских фермерских наделов выросли многоквартирные дома. В них селились ирландские и немецкие иммигранты. В конце 1940-х годов в квартал начали переселяться иммигранты из Пуэрто-Рико, Доминиканы и выходцы из Южных штатов.
В 1950-х годах множество старых домов в квартале было снесено, и на их месте были выстроены современные жилые комплексы, среди которых был жилой комплекс имени Фредерика Дугласа. Новые дома, впрочем, вскоре перестали отвечать запросам жителей, и для решения жилищных вопросов была создана Строительная Корпорация Манхэттен-Валли (англ. Manhattan Valley Development Corporation). В 1970-х годах город испытал бюджетный кризис, что привело к оттоку жителей из квартала.
В целях борьбы с кризисом была создана Локальная строительная корпорация восстановления Валли (англ. Valley Restoration Local Development Corporation). В том числе благодаря её усилиям в 1980-90-х годах квартал пережил новый строительный бум. Ныне в Манхэттен-Валли в основном проживает средний класс.

## Население
По данным на 2009 год, численность населения квартала составляла 28 628 жителей. Средняя плотность населения составляла около 35 105 чел./км², превышая среднюю плотность населения по Нью-Йорку почти в 3,5 раза. В расовом соотношении основную долю составляли латиноамериканцы и белые; также немногим менее четверти населения были афроамериканцами. Средний доход на домашнее хозяйство был немногим меньше среднего показателя по городу: $46 005.

## Общественный транспорт
Манхэттен-Валли обслуживается станциями 86th Street, 96th Street, 103rd Street и Cathedral Parkway — 110th Street линии IND Eighth Avenue Line Нью-Йоркского метрополитена. По состоянию на сентябрь 2012 года в районе действовали автобусные маршруты M4, M7, M10, M11, M86, M96, M106 и M116.

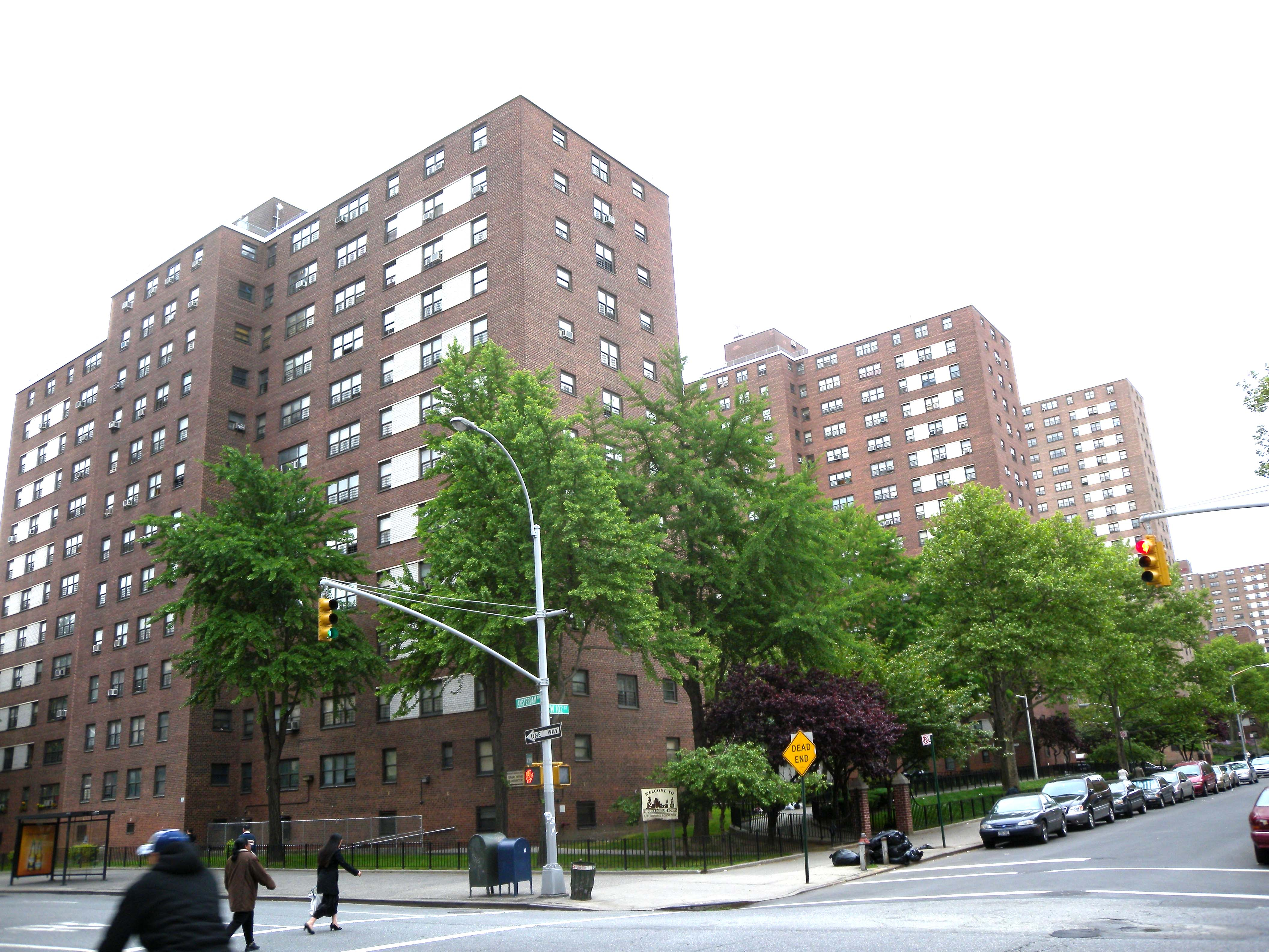
Жилой комплекс имени Фредерика Дугласа
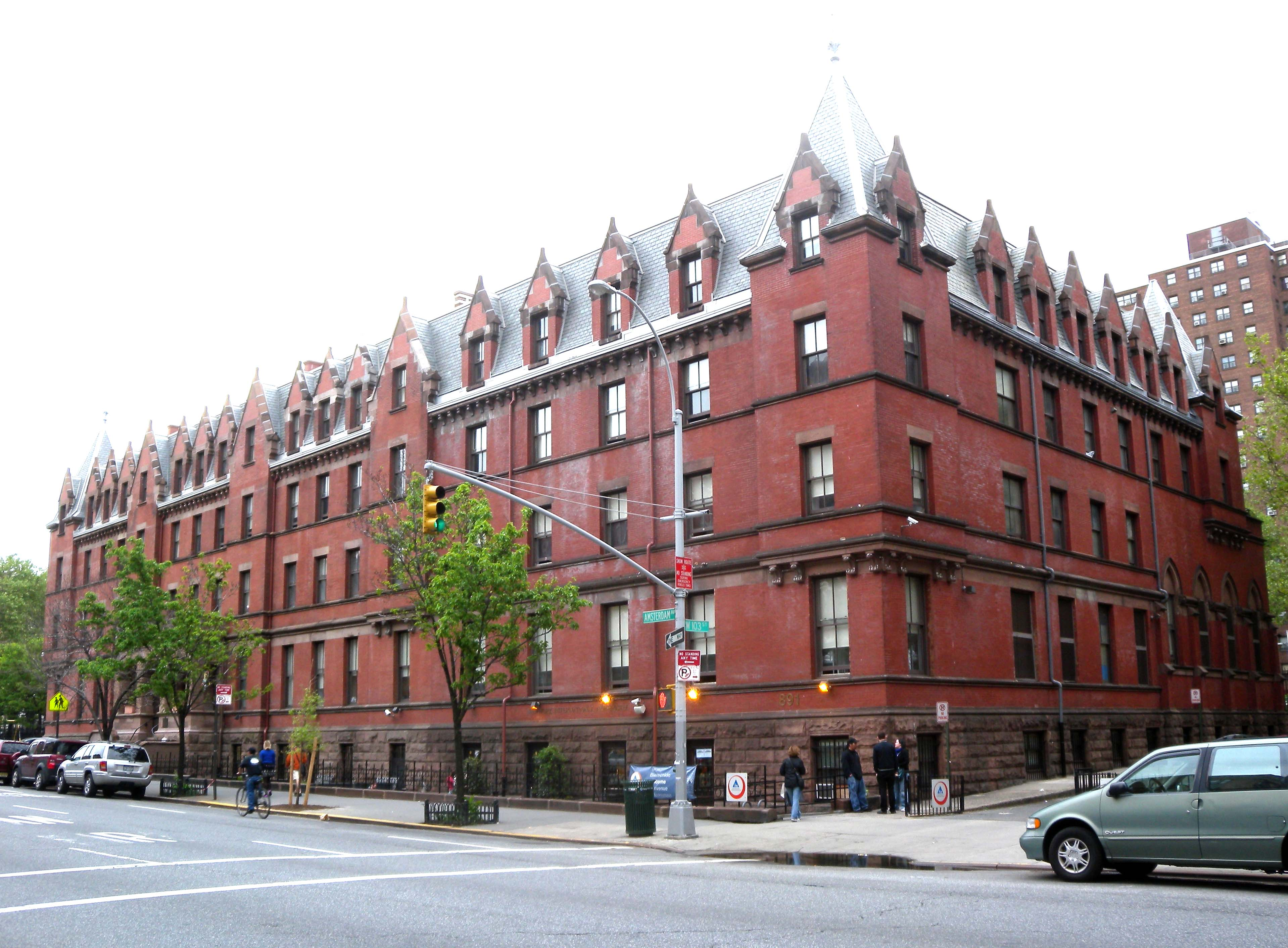
Хостел Ассоциации молодёжных хостелов[англ.] на пересечении Амстердам-авеню и 103-й улицы
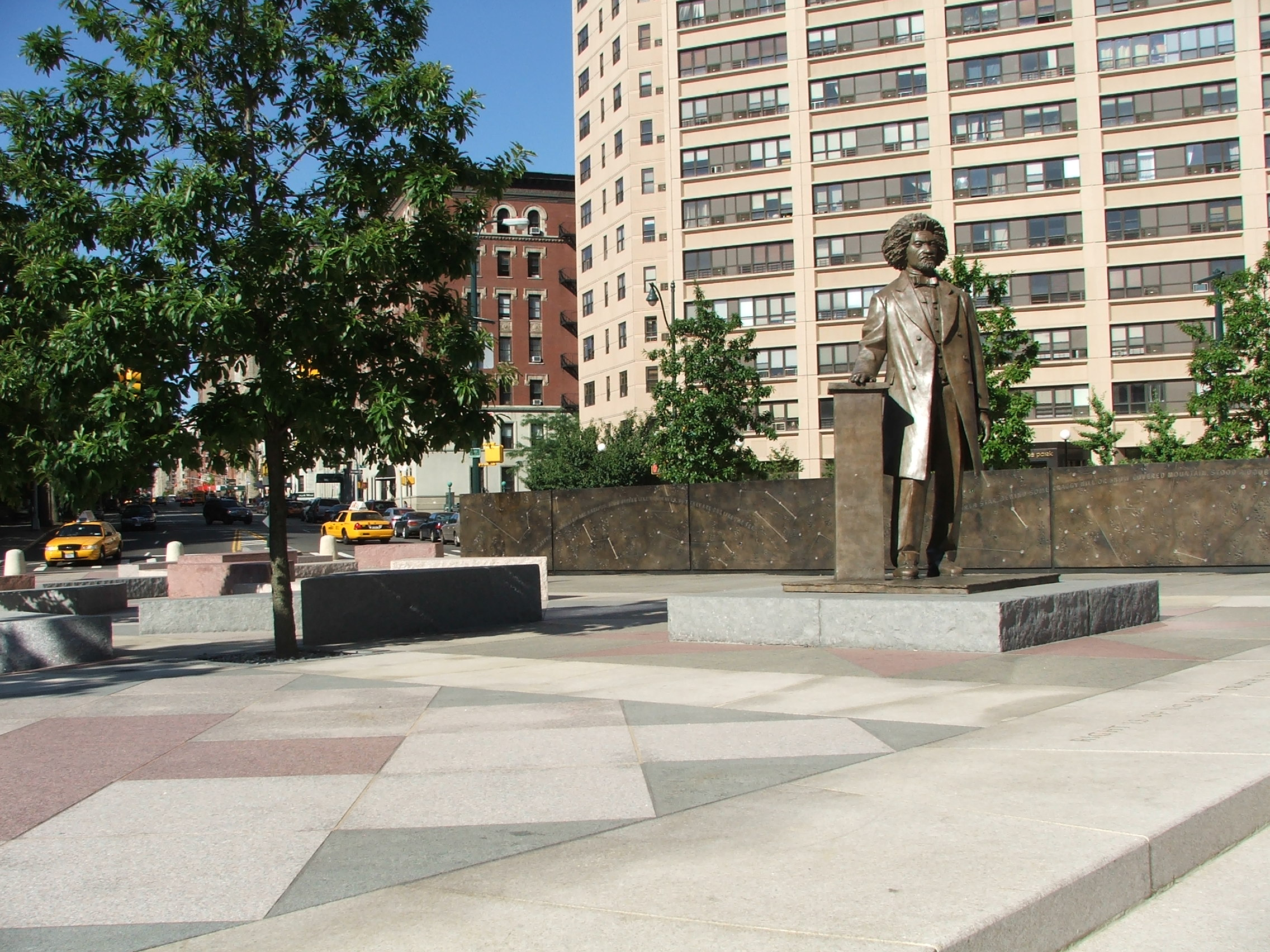
Фредерик-Дуглас-Сёркл[англ.]